# André Haddad
André Haddad BS (* 20. September 1930 in Roum, Libanon; † 13. Dezember 2017) war ein libanesischer Geistlicher und melkitischer Erzbischof von Zahlé und Furzol.

## Kirchliche Laufbahn
Am 13. Juni 1954 empfing André Haddad die Priesterweihe als Ordenspriester der Melkitischen Basilianer vom Heiligsten Erlöser. Am 14. Juni 1983 wurde er als Nachfolger von Augustin Farah zum Erzbischof von Zahlé und Furzol ernannt. Der Patriarch von Antiochien Erzbischof Maximos V. Hakim spendete ihm am 7. August 1983 die Bischofsweihe, als Mitkonsekratoren assistierten die Erzbischöfe Nicolas Hajj SDS von Banyas und Saba Youakim BS von Petra und Philadelphia.
Erzbischof André Haddad fungierte als Mitkonsekrator bei folgenden Bischofsweihen:
- Erzbischof Abraham Nehmé von Homs in Syrien
- Erzbischof Georges El-Murr BC von Petra und Philadelphia in Jordanien
- Bischof Issam John Darwich BC von Sydney in Australien
- Erzbischof Joseph Kallas SMSP von Beirut und Jbeil im Libanon
- Erzbischof Georges Nicolas Haddad, Titularbischof von Myra dei Greco-Melkiti (Apostolischer Exarch von Argentinien)

Im Oktober 2010 war er Teilnehmer an der Sonderversammlung der Bischofssynode über den Nahen Osten.
Am 24. Juni 2010 reichte André Haddad sein altersbedingtes Rücktrittsgesuch ein, das 2011 mit der Bestätigung seines Nachfolgers Issam John Darwich BS durch Papst Benedikt XVI. wirksam wurde.

## Politische Äußerungen
Mit dem Vorwurf der Korruption und der Misswirtschaft an die Regierung im Libanon sorgte Haddad 2002 für Aufsehen. Er erweiterte seinen Vorwurf, prangerte die Verschwendung öffentlicher Gelder an und beschuldigte Regierungsmitglieder, sich aus persönlichen Gründen und privater Habgier zu bereichern.